# Бабуна (река)
Бабуна (макед. Бабуна) — река в Северной Македонии, правый приток Вардара. Длина 65 км. Площадь водосборного бассейна 612 км². Общее падение 1565 м, уклон 24 м/км. Высота истока — 1720 м над уровнем моря. Высота устья — 155 м над уровнем моря.
Берёт начало под горой Солунска Глава хребта Якупица. Протекает в живописном ущелье, имеет небольшие водопады в верхнем течении. Имеет большое число притоков. Впадает в Вардар к западу от села Долно Каласлари. В верхнем течении река протекает через историко-географическую область Азот, а в нижнем — через Клепа.

## Населённые пункты
На реке расположены следующие населённые пункты:
- Нежилово
- Капиново
- Богомила
- Теово
- Бусилци

## Галерея

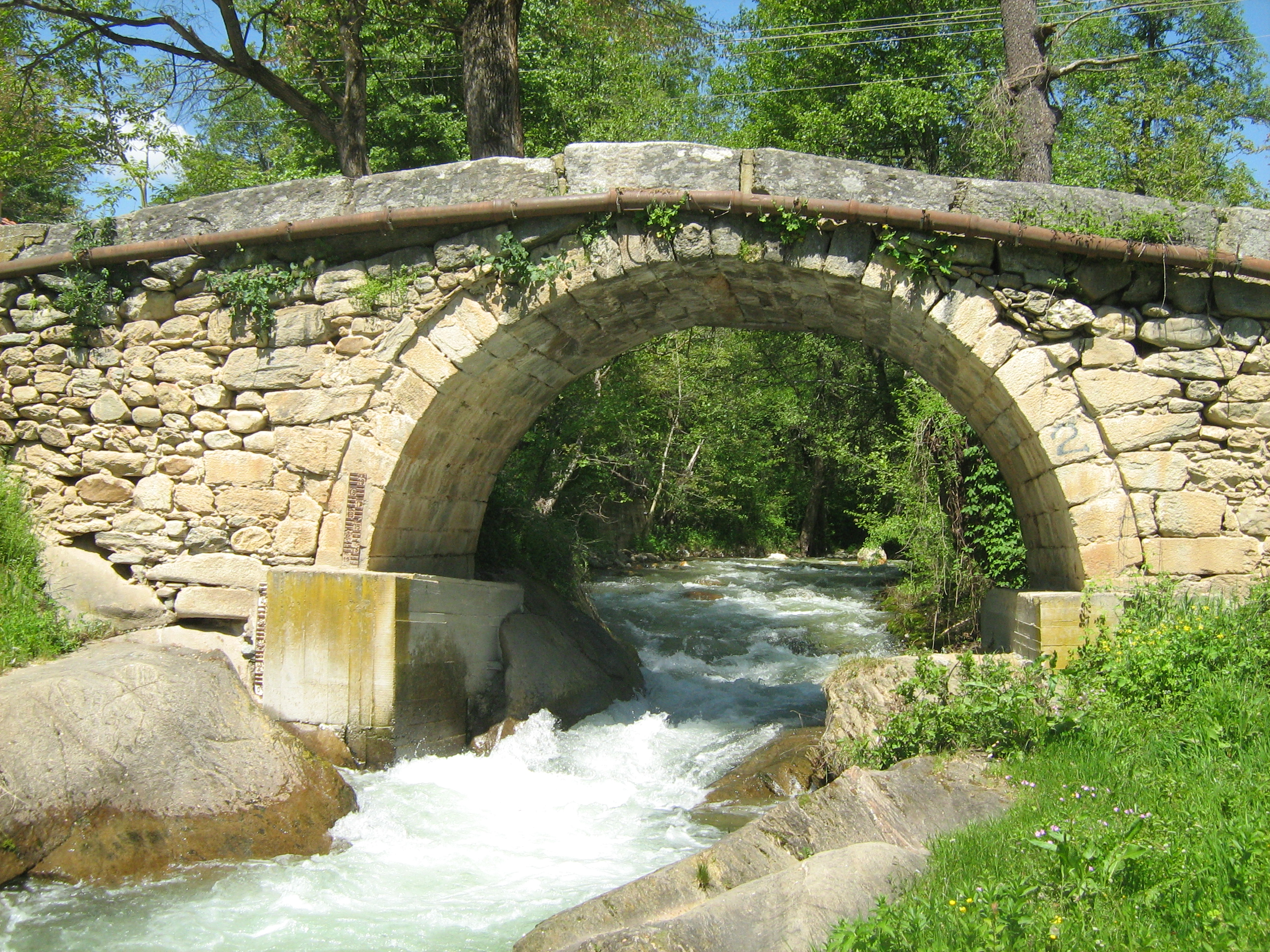
Римский мост через реку
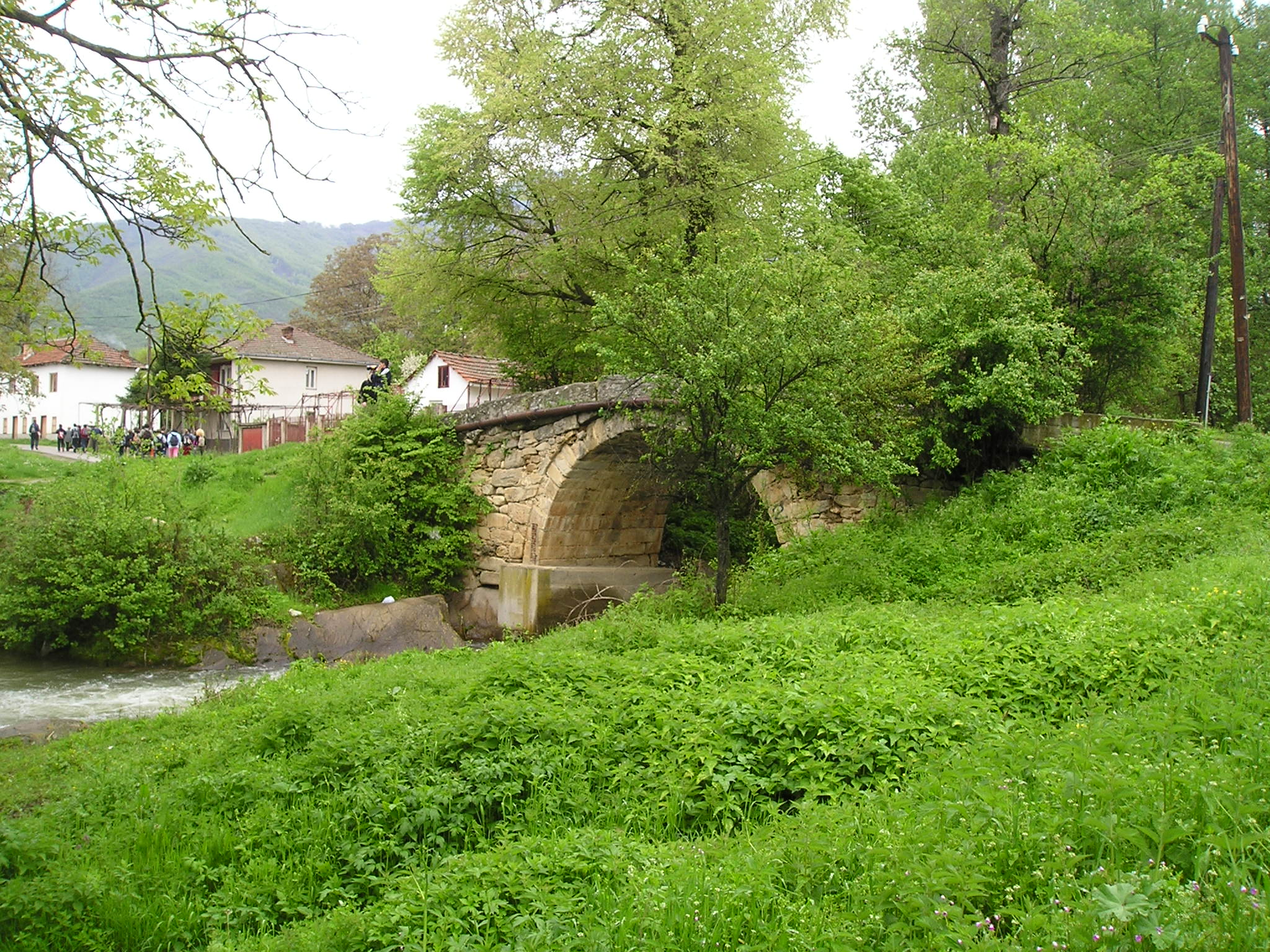
Этот же мост
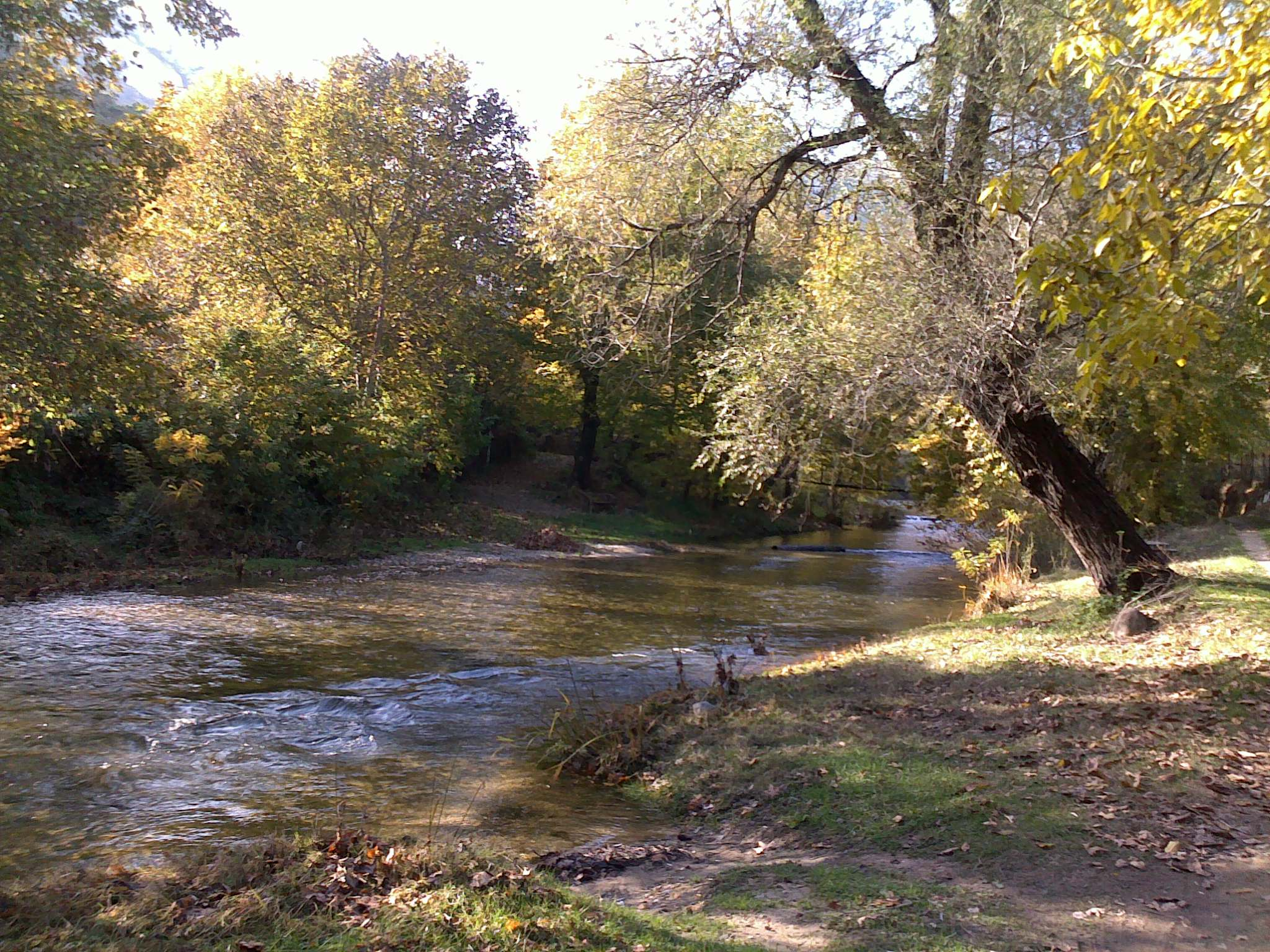
Бабуна близ Велеса